# Gelanor mixtus
Gelanor mixtus là một loài nhện trong họ Mimetidae.
Loài này thuộc chi Gelanor. Gelanor mixtus được Octavius Pickard-Cambridge miêu tả năm 1899.